# 河嶺 (佛羅里達州)
河嶺（英語：River Ridge）是位於美國佛羅里達州帕斯科縣的一個人口普查指定地區。

## 地理
河嶺的座標為28°16′02″N 82°37′29″W / 28.26722°N 82.62472°W，而該地最高點為海拔高度11米（即36英尺）。該地位於佛羅里達州新里奇港以東，傑伊·斯塔基·史塔基荒野公園的東北。

## 人口
根據2010年美國人口普查的數據，河嶺的面積為11.44平方千米，當中陸地面積為11.44平方千米，而水域面積為0.00平方千米。當地共有人口4702人，而人口密度為每平方千米411人。